# Christian Peterka
Christian Peterka (* 13. August 1962 in Wien) ist ein österreichischer Politiker (SPÖ) und Gemeindebediensteter. Er war von Jänner bis November 2010 Abgeordneter zum Wiener Landtag und Mitglied des Wiener Gemeinderats.

## Ausbildung und Beruf
Peterka besuchte zwischen 1968 und 1972 die Volksschule Wien 21 (Brünner Straße) und im Anschluss von 1972 bis 1976 die AHS Wien 21 (Franklinstraße). Peterka absolvierte in der Folge ab 1976 das TGM Wien, an dem er im Juni 1981 die Matura ablegte. Peterka absolvierte danach von Oktober 1981 bis März 1982 seinen Präsenzdienst im Landwehrstammregiment 21 in Wien und arbeitete danach im April 1982 als Botendienstfahrer. Im Mai 1982 trat er in den Dienst der Wiener Stadtwerke/Elektrizitätswerke und war von 1982 bis 1985 als Kundenbetreuer im technischen Kundendienst beschäftigt. Im März 1983 legte er die Dienstprüfung für Fachbeamte des technischen Dienstes ab und bekam im Mai 1985 die Standesbezeichnung Ingenieur verliehen.
Peterka war von 1985 bis 1991 als technischer Referent für Nieder- und Hochspannungsnetze der Regionen Schwechat und Baden eingesetzt und übernahm von 1991 bis 2000 die Projektleitung für rationelle und innovative Stromanwendungen bei der Wienstrom GmbH. Seit 2000 fungiert er als stellvertretender Abteilungsleiter der Abteilung Verkauf und Kundenservice bei Wien Energie und ist Leiter des Kundensegments Gemeinden und Landwirtschaften. Mit April 2018 wechselte Christian Peterka zu den Wiener Netzen und ist seitdem als Kommunalbetreuer für die Anliegen der NÖ Kommunen im Netzgebiet zuständig.

## Politik
Peterka startete seine politische Karriere als Bezirksvorsitzender der Jungen Generation, wobei er von 1995 bis 2000 die Funktion des Bezirksvorsitzenden in der SPÖ Floridsdorf und von 1997 bis 1999 das Amt des stellvertretenden Landesvorsitzenden Wiens innehatte. Er ist zudem seit dem Jahr 2000 stellvertretender Vorsitzender im Bund Sozialdemokratischer Akademikerinnen und Akademiker, Intellektueller, Künstlerinnen und Künstler Floridsdorf, stellvertretender Vorsitzender der „Bildung 21“ der SPÖ Floridsdorf und seit 2002 stellvertretender Vorsitzender im BSA/VSI/Sektion Wienstrom. 2006 wurde er zudem Mitglied im Bezirksvorstand 21 des Bundes Sozialdemokratischer FreiheitskämpferInnen, Opfer des Faschismus und aktiver AntifaschistInnen und 2007 Mitglied des erweiterten Bildungsausschusses der SPÖ Wiener Bildung. Darüber hinaus fungiert Peterka seit 2008 als Sektionsvorsitzender der Sektion 20 der SPÖ Floridsdorf und vertrat die SPÖ Floridsdorf zwischen Juni 2000 und Jänner 2010 in der Bezirksvertretung. Nach dem Rückzug von Günther Reiter aus dem Wiener Landtag und Gemeinderat rückte Peterka am 27. Jänner 2010 als Abgeordneter nach. Von der Wiener Landtags- und Gemeinderatswahl 2010 weg bis März 2014 vertrat er die SPÖ wieder in der Bezirksvertretung Floridsdorf.